# دریای رگبارها

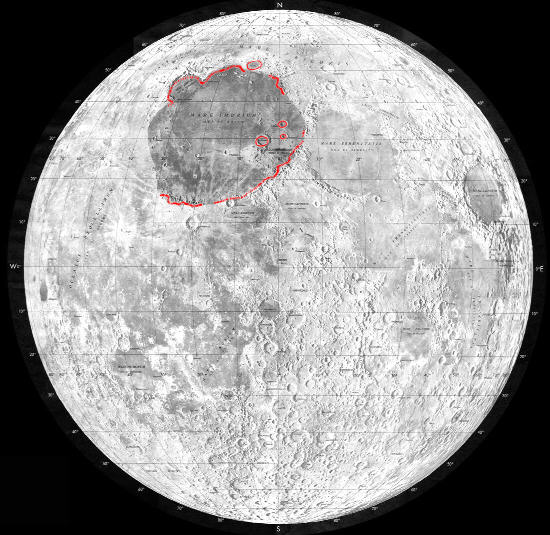
محل دریای رگبارها بر سطح ماه.

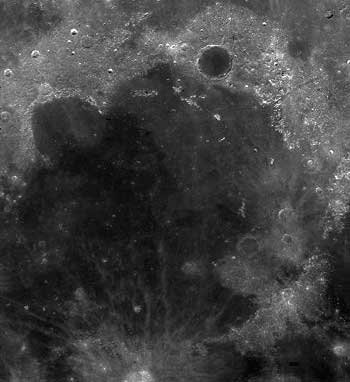
نگاه نزدیک به دریای رگبارها.

دریای رگبارها (به لاتین: Mare Imbrium) یکی از دریاوارهای کره ماه است.
دریای رگبارها در اثر روان شدن گدازه‌ها به درون یک گودال برخوردی پدید آمده‌است. این گودال، خود در اثر برخورد یک جسم بسیار عظیم به سطح ماه در گذشته‌های دور پدید آمده‌است.
دریاوارهای ماه سطح هموارتری نسبت به دیگر آبگیروارهای ماه دارند زیرا گدازه واردشده به آن‌ها بسیاری از ناهمواری‌ها را پوشانده‌است. ولی سطح دریای رگبارها به همواری اولیه خود نیست زیرا رخدادهای بعدی ناهمواری‌هایی در آن به وجود آورده‌است.
دریای رگبارها ۱۱۲۳ کیلومتر قطر دارد و بزرگ‌ترین آبگیروار پس از اقیانوس توفان‌ها است.
دریای رگبارها همچنین بزرگ‌ترین دریاوار پدیدآمده در یک حوضه برخوردی است.
آپولو ۱۵ در منطقه جنوب غربی دریای رگبارها، در نزدیکی کوه‌های آپنین فرود آمد.

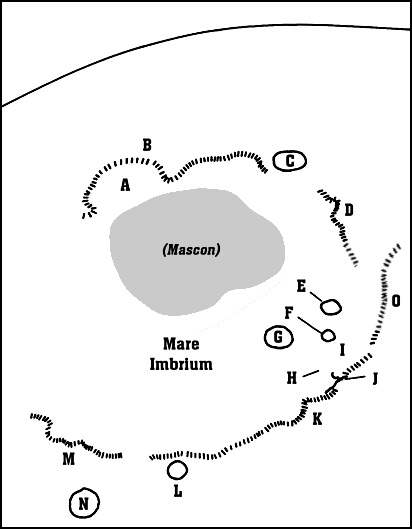
نقشهٔ جزئیات سطح دریای رگبارها.